# Distretto di Molinopampa
Il distretto di Molinopampa è un distretto del Perù nella provincia di Chachapoyas (regione di Amazonas) con 2.501 abitanti al censimento 2007 dei quali 658 urbani e 1.843 rurali.
È stato istituito il 5 febbraio 1861.

## Località
Il distretto è formato dall'insieme delle seguenti località:
- Molinopampa
- San Juan De Miraflores
- San José
- Izcuchaca
- Eñara
- Santa Rosa
- Chillcabraba
- Palomar
- Puma Armana
- Millua Cajón
- Gualamita
- Ayayuman
- Shucsho
- Huamazan
- Espadilla
- Pangamal
- Casmal
- Colpar
- Ocol
- Huascazala
- Taulia
- Colmal
- Tingo
- Chincha
- Chemgiaco
- Colmal